# Leonhard Seiderer
Leonhard Seiderer (Neurenberg, 1 november 1895 – 3 juli 1940) was een Duits voetballer en trainer.

## Loopbaan

### Club carrière
Seiderer begon zijn carrière in zijn thuisstad bij 1. FC Nürnberg. In mei 1917 maakte hij de overstap naar SpVgg Fürth omdat de ze club nieuwe spelers nodig had nadat enkele spelers van hen gesneuveld waren in de Eerste Wereldoorlog, waaronder vier basisspelers die in 1914 nog de landstitel gewonnen hadden. In zijn eerste seizoen scoorde hij twintig keer in 19 wedstrijden. Op 21 april 1918 won hij de Zuid-Duitse beker na een overwinning op de Stuttgarter Cickers. Hoewel de club zich sportief niet plaatste voor de nationale eindronde in 1920 waren ze hier wel voor geplaatst als titelverdediger van 1914. Hij scoorde 2-0 in de 7-0 pandoering die ze VfTuR München-Gladbach gaven. Ook in de halve finale scoorde hij twee keer tegen de Breslauer Sportfreunde waardoor ze de finale bereikten tegen aartsrivaal 1. FC Nürnberg, dat hen ook met 2-0 versloeg.
In 1926 werden ze slechts derde in de Beierse competitie, echter wonnen ze wel de Zuid-Duitse beker en mochten ze daardoor wel aan de eindronde nemen. Hier werden ze tweede achter FC Bayern München, maar sinds 1925 mochten er drie clubs per federatie naar de eindronde zodat de club ook daar mocht aantreden. Na overwinningen op FC Viktoria Forst, Breslauer SC 08 en Holstein Kiel plaatste de club zich voor de finale tegen Hertha BSC. Nadat de hoofdstedelingen voor kwamen trapte Seiderer de gelijkmaker binnen. Fürth won uiteindelijk met 5-1
Als vicekampioen van Zuid-Duitsland namen ze het jaar erop opnieuw deel aan de eindronde en na een overwinning op de Breslauer Sportfreunde werden de Berliner Kickers met 9-0 afgemaakt. De halve finale voor 25.000 toeschouwers in Leipzig was een heruitgave van de finale van het jaar ervoor, echter trok Hertha deze keer aan het langste eind.

### Interlandcarrière
Op 27 juni 1920 speelde hij een eerste keer voor het nationale elftal. Op 26 september van dat jaar maakte hij zijn eerste doelpunt in Wenen waar Duitsland met 3-2 verloor van Oostenrijk. Zijn laatste wedstrijd speelde hij op 21 april 1924 in Amsterdam waar Duitsland met 0-1 won van Nederland.

### Trainer
Na zijn spelerscarrière werd hij trainer. In 1935 werd hij met SpVgg Fürth kampioen van de Gauliga Bayern. In 1936 maakte hij de overstap naar VfB Stuttgart waarmee hij de Gauliga Württemberg won in 1937 en 1938. In 1937 bereikte hij ook de halve finale om de titel, die ze verloren van FC Schalke 04. Ze wonnen wel nog de wedstrijd om de derde plaats tegen Hamburger SV.
Hij overleed op 3 juli 1940 aan tuberculose.